# Virginópolis (kommun)
Virginópolis är en kommun i Brasilien.   Den ligger i delstaten Minas Gerais, i den sydöstra delen av landet, 600 km sydost om huvudstaden Brasília. Antalet invånare är 10 572.
Följande samhällen finns i Virginópolis:
- Virginópolis

Omgivningarna runt Virginópolis är huvudsakligen savann. Runt Virginópolis är det ganska glesbefolkat, med 23 invånare per kvadratkilometer.